# Glasul Bucovinei
Glasul Bucovinei, cu subtitlul Organ de propagandă pentru unirea politică a Românilor de pretutindeni, a fost un ziar al cărui prim număr a fost publicat la Cernăuți la 11/22 octombrie 1918, de profesorul Sextil Pușcariu și alți patrioți bucovineni, înlocuind publicația Czernowitzer Zeitung. Ziarul și-a încetat apariția în 1941. 
Editor și redactor responsabil era Dionisie Bejan.
Ziarul Glasul Bucovinei a fost difuzat în Vechiul Regat, în Transilvania și în Basarabia.

## Pregătirea înființării ziarului
La 12 octombrie 1918 s-a convocat adunarea de constituire a ziarului Renașterea cum s-a intenționat inițial să se numească. În cadrul adunării s-a hotărât înființarea ziarului, dar la propunerea lui Vasile Bodnărescu, acesta se va numi, în final Glasul Bucovinei. La 14 octombrie 1918, deci a doua zi după ce s-a hotărât înființarea ziarului, autoritățile habsburgice au eliberat autorizația de funcționare a acestuia, fapt ce demonstrează deruta acestora în fața avântului revoluționar, panica cu care intrase întregul aparat de stat, dar și patriotismul lui Erast Tarangul, directorul Poliției din Cernăuți, care s-a alăturat acțiunii românești.
În primul număr al ziarului Glasul Bucovinei din 22 octombrie 1918, s-a publicat articolul „Ce vrem?”, semnat de 14 intelectuali bucovineni, care cuprindea aspirațiile tuturor românilor aflați sub dominația austriacă: „Vrem să rămânem români pe pământul nostru strămoșesc și să ne ocârmuim singuri, precum o cer interesele noastre românești. Nu vrem să cerșim de la nimeni drepturile care ni se cuvin”.
Cotidianul Glasul Bucovinei a fost editat de Partidul Democrat al Unirii din Bucovina în perioada 1918-1923.